# Amedeo John Engel Terzi

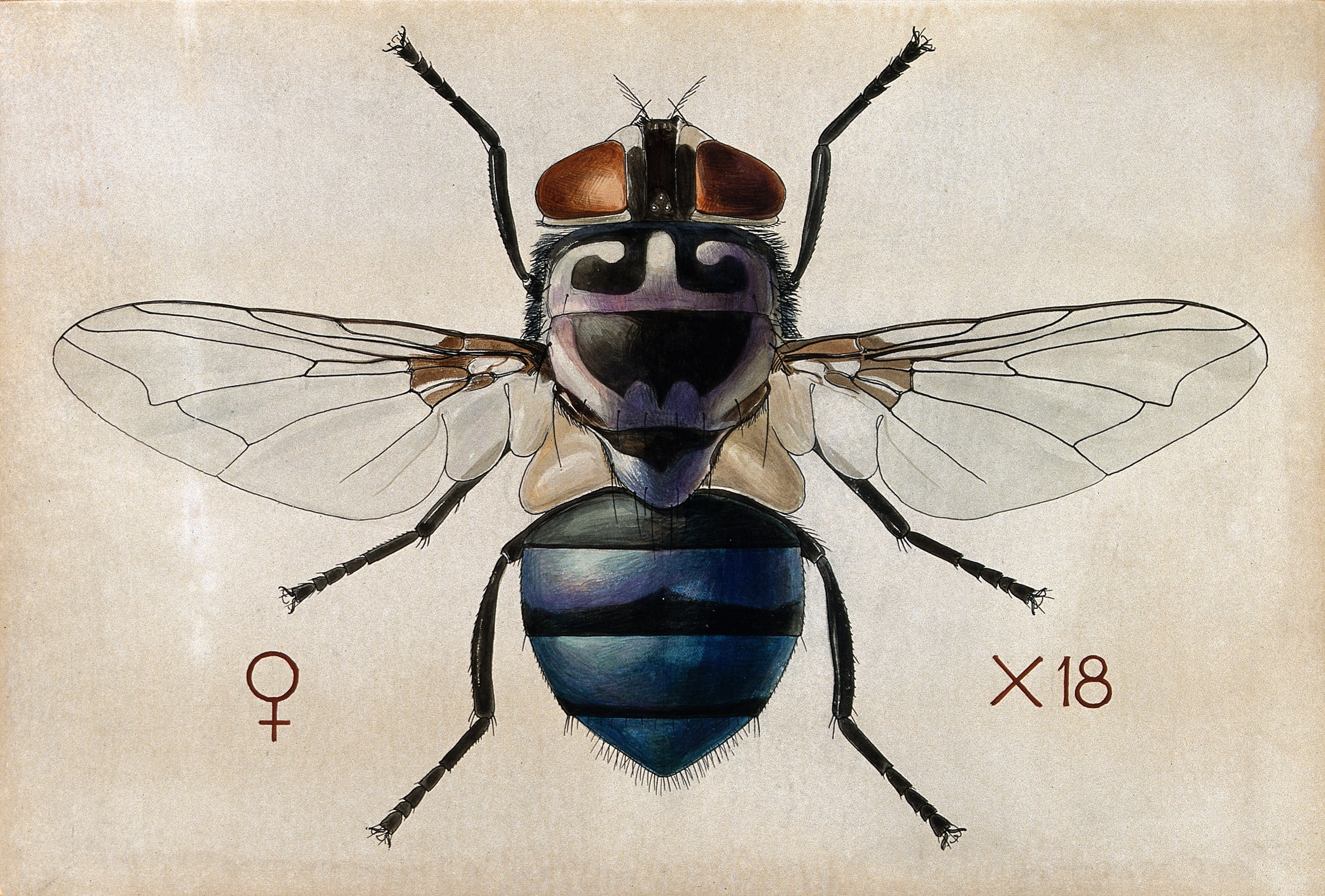
Ilustración de una hembra de mosca azul, Chrysomya chloropyga, A.J.E Terzi. Biblioteca Wellcome.

Amedeo John Engel Terzi (1872, Palermo -1956) fue un ilustrador y entomólogo italiano especializado en moscas, Diptera.
Era hijo de Andrea Terzi (1852-1918), litógrafo e ilustrador. Su hermano, Aleardo Terzi (1870–1943), también fue artista; trabajó en carteles publicitarios.
Sir Patrick Manson (1844-1922) contrató a Terzi como ilustrador para la Escuela de Medicina Tropical de Londres, donde realizó numerosas ilustraciones zoológicas, en su mayoría de insectos parásitos, principalmente dípteros, estimándose que había realizado 37.000 dibujos a lo largo de su carrera, en 55 libros y más de 500 publicaciones.
En 1900, Terzi trabajó con Louis Sambon y George Carmichael Low sobre los mosquitos que transmiten la malaria en Ostia .
En 1902 se unió al Museo de Historia Natural en Londres.